# Hadüzenet

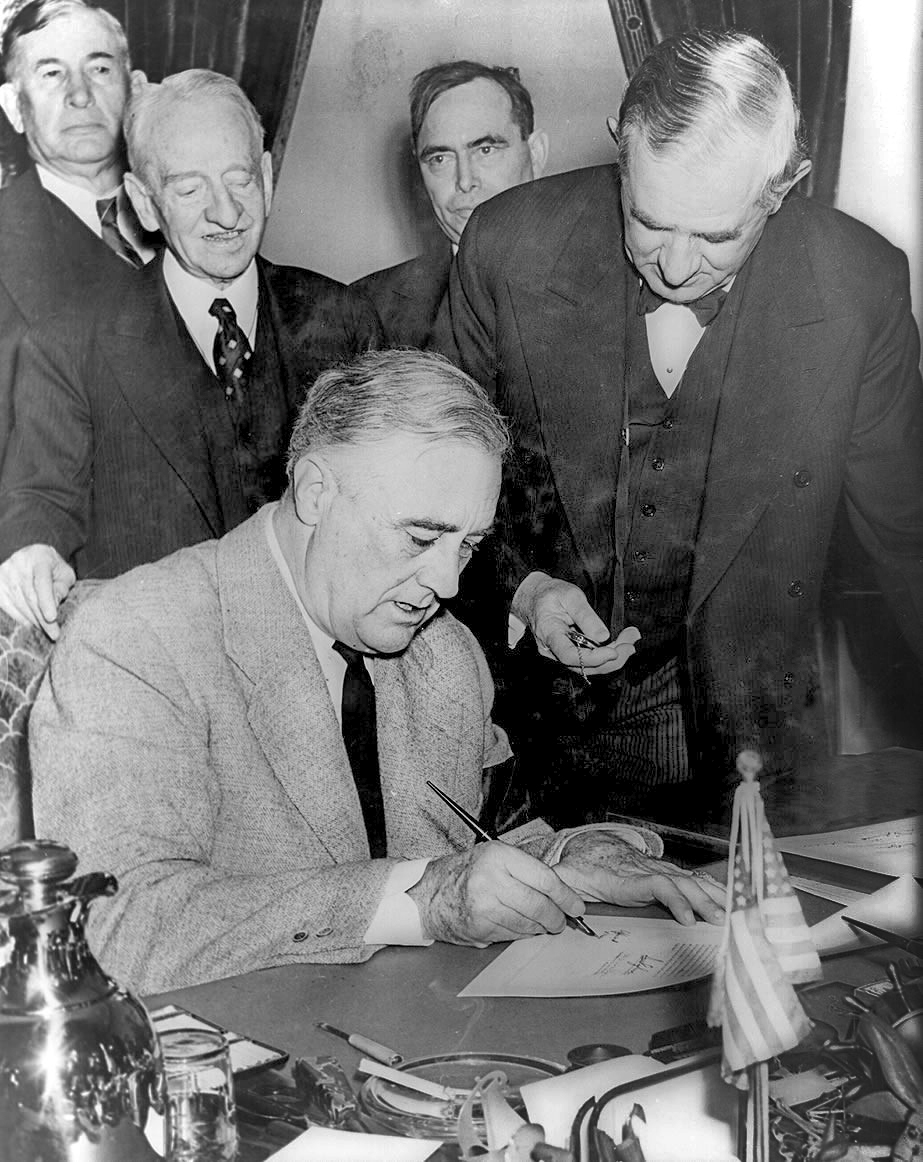
Az Amerikai Egyesült Államok elnöke, Franklin D. Roosevelt aláírja a Harmadik Birodalomnak küldendő hadüzenetet 1941. december 11-én

A hadüzenet olyan diplomáciai nyilatkozat, amely a két vagy több ország közötti hadiállapotot nyilvánítja ki. A hadüzenet a felek közötti háború kitörését jelenti.

## Definíció
- A hadiállapot beálltának az ellenséges állammal való hivatalos közlése.

Az 1907. évi II. hágai egyezmény 3. cikke (az ellenségeskedések megkezdéséről) szabályozta. Az ellenségeskedést jelentő harccselekményeket tiltotta addig, amíg a hadiállapot beálltát kétséget kizáró módon nem hozták az ellenség tudtára. Ez történhetett közvetlen (hadüzenet) vagy feltételes (ultimátum) formájában.
A hadüzenetet az 1927. évi II. hágai egyezmény 1. cikke újra szabályozta.

## Hadüzenet típusai
A hadüzenet típusait az alábbi szempontok szerint csoportosíthatjuk.

### A feltételek szempontjából
- A hadüzenet feltételesen jelenti ki a háborút, vagyis egy vagy több feltételhez köti a békét, a feltételek teljesülése esetén eláll a háborútól. (ultimátum)
- Egy teljes nyilatkozat, amely a korábbi tárgyalások kudarca miatt, feltétel nélküli háborút jelent ki. Ez azonnal véget vet a békének.

### A háború igazolásának alapján
- Komoly hadüzenet megindokolja a háborút, felsorolja azokat a panaszokat, amik lehetetlenné teszik a békét. Valamint meghatározza azokat a feltételeket amelyek teljesülése esetén a béke helyre fog állni.
- Komolytalan nyilatkozat a háborút nem vagy csak minimálisan indokolja meg.

### A hadüzenetet kihirdető személye alapján
- Formális vagy ünnepélyes nyilatkozat, amit a megfelelő törvényeket követve, az alkotmányosan megbízott személy hirdet ki.
- Egy informális vagy komolytalan nyilatkozat, amit egy alkotmányosan el nem ismert személy vagy alkotmányos személy, de törvényellenes, alkalmatlan eljárásokat használva hirdet ki.

### A szöveg tökéletessége alapján
- Formális hadüzenet, a megfelelő törvényekkel összhangban készítettek.
- Informális hadüzenet, amelyet nem a törvények, megállapodásokkal összhangban készítettek.

## Történelmi példák
A történelemben számos példát találhatunk hadüzenetekre. Az első hadüzenetekre az ősi sumér Gilgames-eposz, illetve a bibliai Ószövetségben találunk példákat.

### Első világháború
1914. június 28-án Ferenc Ferdinánd trónörökös egy boszniai hadgyakorlat megtekintésére utazott Szarajevóba. Gavrilo Princip, a Fekete Kéz nevű titkos szerb szervezet tagja, pisztollyal halálosan megsebesítette a trónörököst és feleségét. Ezt követően Bécsben és Budapesten egyaránt fellángoltak a szerbellenes indulatok.
Egy hónappal a merénylet után, július 28-án Bécs hadat üzent Szerbiának. Augusztus 1-jén Németország hadat üzent Oroszországnak, 3-án pedig Franciaországnak. A németek ultimátumot adtak a belga kormánynak, hogy járuljon hozzá, hogy a német haderő Belgiumban tartózkodjon, s onnan közelítse meg Franciaországot. Belgium ezt megtagadta, mire a németek átlépték a határt. Ez volt a brit hadüzenet kiváltó oka, s augusztus 4-én beállt a hadiállapot Nagy-Britannia és Németország között is. Augusztus 5-én a Monarchia üzent hadat Oroszországnak, 6-án Szerbia Németországnak, Augusztus 12-én Franciaország és Nagy-Britannia küldte el hadüzenetét a Monarchiának, 23-án pedig belép a háborúba Japán.
Törökország augusztus 3-án szövetséget kötött Németországgal, majd elzárja a Fekete-tengert a Boszporusznál és a Dardanelláknál (ténylegesen azonban csak október 29-én lépett be a háborúba).

#### A hadüzenet szövege
Minthogy a szerb királyi kormány arra a jegyzékre, melyet részére Ausztria és Magyarország belgrádi követe 1914. évi július hó 23-án adott át, kielégítő választ nem adott; a cs. és kir. kormány kénytelen maga gondoskodni jogainak és érdekeinek védelméről és ebből a célból a fegyverek erejéhez fordulni. Ausztria és Magyarország ennélfogva jelen pillanattól kezdve Szerbiával szemben hadiállapotban levőnek tekinti magát.
Ausztria és Magyarország

külügyminisztere:

Berchtold gróf s. k.

### Második világháború
A második világháború első tényleges harci cselekményét nem előzte meg hadüzenet. A náci Németország ugyanis hadüzenet nélkül támadta meg Lengyelországot. Hitler terve az volt, hogy elhiteti a világgal, hogy a lengyelek voltak az agresszorok, ők támadtak először és Németország csak védekezett.

#### Furcsa háború
Bár 1939. szeptember 3-án Nagy-Britannia és Franciaország hadat üzent Németországnak, tényleges harci cselekmények ezen a frontvonalon a Hollandia, Belgium és Luxemburg elleni német támadásig nem történtek.
Noha Franciaország és az időközben odaérkező brit expedíciós hadsereg fegyverzetét és létszámát tekintve fölényben volt a németekhez képest, mégsem indítottak támadást, lehetővé téve ezzel a Wehrmacht gyors győzelmét Lengyelországban.

#### Pearl Harbor támadása

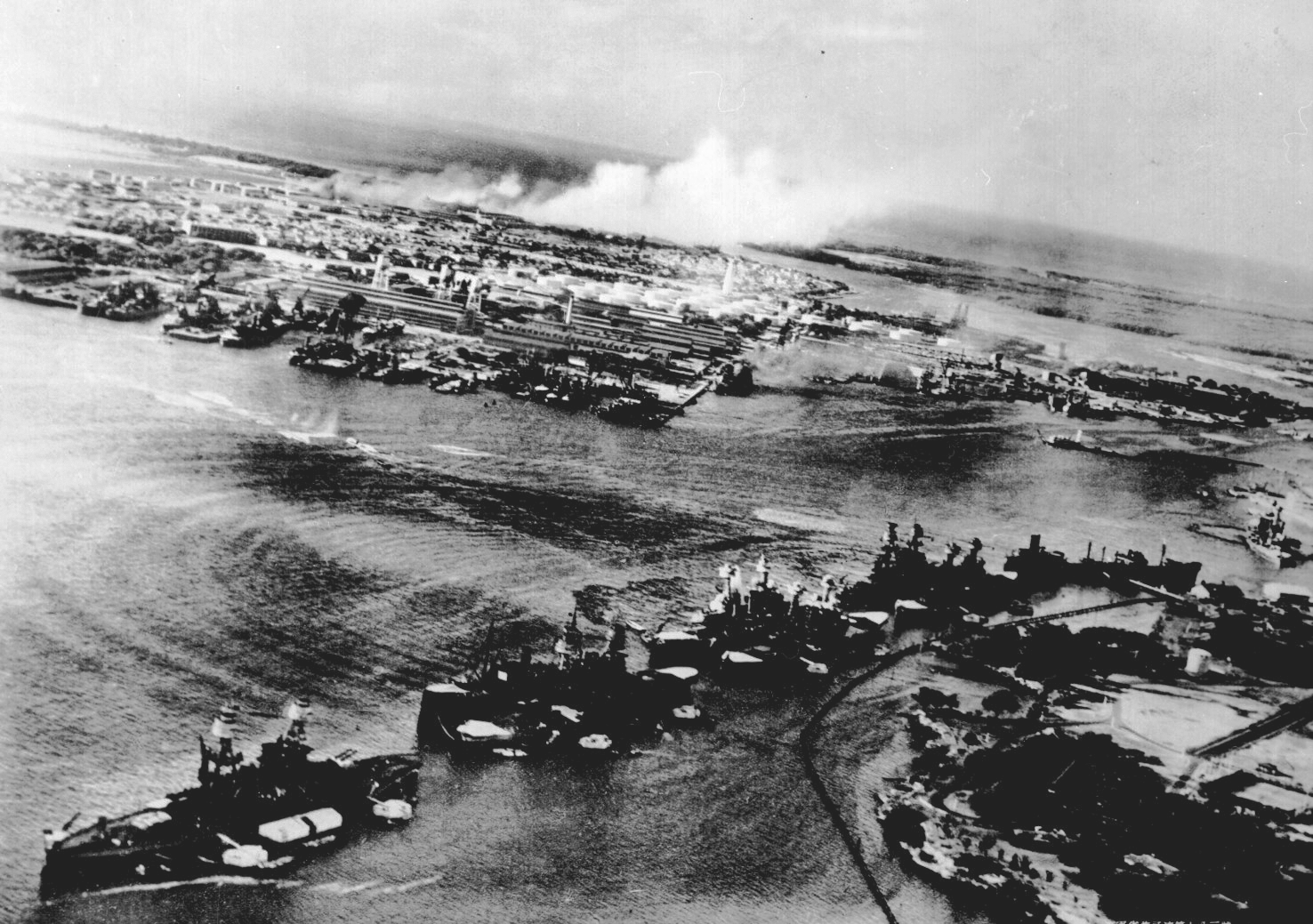
Pearl Harbor támadás alatt 1941. december 7-én

1941. december 7-én reggel 9-kor Washingtoni idő szerint (Pearl Harbori idő szerint hajnali 4 órakor) a japán Külügyminisztérium rejtjeles táviratát, amit a washingtoni nagykövetének küldött, megfejtették az amerikaiak. Ennek az üzenetnek a 14. fejezete tartalmazta azt az utasítást, hogy a hadüzenetet 13 órakor kell átadni (Pearl Harbori idő szerint reggel 8 órakor).
A japán nagykövet 12:45-kor érkezett az amerikai külügyminisztériumba, de csak 13:30-kor fogadták. Ekkorra már a támadás első hulláma megtörtént. Így lehet igaz az, hogy a japánok hadüzenet nélkül támadták meg az amerikaiakat.
A támadásra válaszul az USA belépett a háborúba.

#### Magyarország hadüzenete az Amerikai Egyesült Államoknak
Korabeli anekdota
A Pearl Harbor-i japán támadás után Németország és Olaszország hadat üzent az USA-nak. A magyar kormánytól Németország a háromhatalmi egyezményre hivatkozva követelte a hadiállapot beálltának kinyilvánítását, noha arra a hivatkozott szerződés nem kötelezte Magyarországot. 1941. december 11-én Bárdossy László miniszterelnök – a rendkívüli minisztertanácson – kijelentette: két lehetőséget lát, a diplomáciai kapcsolatok megszakítását az USA-val, vagy a hadüzenetet.
Keresztes-Fischer Ferenc belügyminiszter és még néhányan ellenkeztek, ezért megállapodtak, hogy olyan szöveget fogalmaznak meg ami de facto nem mondja ki a hadüzenetet, de szükség esetén úgy is értelmezhető.
Bárdossy még az este tájékoztatta az USA budapesti követét Herbert Claiborne Pellt. A nagykövet kérdésére, miszerint „...ez a háborút jelenti...", a miniszterelnök határozott nemmel válaszolt.
Később (1941. december 13.) német és olasz nyomásra a miniszterelnök szóban közölte a nagykövettel, hogy a nyilatkozat mégis a hadiállapotot jelenti. Pell a szóbeli formát nem fogadta el, így Bárdossy még az este jegyzékben jelezte az USA követségének: „...az USA, másfelől a Német Birodalom, Olaszország és Japán között fennálló háborús állapotot Magyarországgal szemben is fennállónak tekinti".
Érdekesség, hogy az amerikai kormány nem fogadta el a hadiállapot beálltát, és a magyarok lépését egyértelműen a németek nyomására tett lépésnek tekintette. Csak 1942. június 5-én üzent hadat Magyarországnak, amikor Bulgáriának és Romániának is.
Tényleges harci érintkezés csak 1943. október 24-én történt, amikor amerikai bombázók először dobtak élesített bombákat magyar földre, bár ez csak „kényszervetés” volt. Az első amerikai célzott támadás 1944. április 3-án érte Budapestet.

### ENSZ és a háborúk
Az Egyesült Nemzetek Szervezetét azért hozták létre a II. világháború után, hogy a további konfliktusokat megakadályozzák. Lehetőséget biztosítva a nemzetek számára, hogy vitás kérdéseiket hadviselés nélkül oldják meg.

#### Koreai háború
Az ENSZ maga is háborús fél lett, miután Észak-Korea 1950. június 25-én lerohanta Dél-Koreát. Az Biztonsági Tanács 9-0 arányú szavazással elítélte az észak-koreaiak tettét (a Szovjetunió képviselője nem vett részt az ülésen), és felkérték a tagnemzeteket, hogy segítsék Dél-Koreát. Az Egyesült Államok és további 15 másik nemzet alkotta az ENSZ erőket (békefenntartó erők).
1950. június 29-én egy sajtókonferencián Harry S. Truman amerikai elnök nem háborús ellenségeskedésnek, hanem rendőri akcióként értelmezte a hadműveletet.

#### Irak
Az ENSZ Biztonsági Tanács 678. határozata felszólította Irakot, hogy az általa megszállt szomszédos állam területéről - Kuvaitból - távozzon. Ellenkező esetben engedélyezi az Irak elleni, Kuvait felszabadítására irányuló hadműveleteket. Irak nem tett eleget a határozatnak, így agresszornak nyilvánították és a koalíciós erők részére az ENSZ 1991-ben engedélyezte a fegyveres beavatkozást.

### Bűnözés és a terrorizmus elleni harc
Csak informális hadüzenetről beszélhetünk a jelenkor (terrorizmus és drog elleni harc) háborúi esetén, hiszen ténylegesen nincs két állam egymással szemben, akik formális hadüzenetváltást megtehetnének.

## Fordítás
- Ez a szócikk részben vagy egészben  a   Declaration of war című angol Wikipédia-szócikk fordításán alapul.  Az eredeti cikk szerkesztőit annak laptörténete sorolja fel. Ez a jelzés csupán a megfogalmazás eredetét és a szerzői jogokat jelzi, nem szolgál a cikkben szereplő információk forrásmegjelöléseként.